# Ruby Dee
Ruby Dee (født Ruby Ann Wallace; 27. oktober 1922, død 11. juni 2014) var en amerikansk skuespiller, journalist og manuskriptforfatter.
Hun var måske bedst kendt for hovedrollen i filmen Sort solskin (1961) og filmen American Gangster (2007), hvor hun blev nomineret til en Oscar for bedste kvindelige birolle. Hun vandt en Grammy, Emmy, Obie, Drama Desk, Screen Actors Guild Award, og Screen Actors Guild Lifetime Achievement Awards. Hun modtog National Medal of Arts og Kennedy Center Honours, blandt mange andre priser.

## Opvækst
Dee blev født Ruby Ann Wallace i Cleveland, Ohio, i 1922. Forældrene var Gladys Hightower og Marshall Edward Nathaniel Wallace, Chef, Tjener og Porter. Efter at have forladt familien, giftede Dees far sig igen med Emma Amelia Benson, som var en lærer.
Dee voksede op i Harlem, New York og gik på Hunter College High School, hvor hun blev uddannet på fransk og spansk i 1944. Hun var medlem af Delta Sigma Theta.

## Karriere
Før hun blev kendt for sin rolle i The Jacke Robinson Story (1950), spillede hun på Broadway. Karrieren som skuespiller var meget lang, i alt otte årtier, og højdepunkterne omfattede Sort solskin og Slagsmål i vente.